# Buchovtsi
Buchovtsi (bulgariska: Буховци) är ett distrikt i Bulgarien.   Det ligger i kommunen Obsjtina Tărgovisjte och regionen Tărgovisjte, i den nordöstra delen av landet, 280 km öster om huvudstaden Sofia. Antalet invånare är 652. Arean är 24,2 kvadratkilometer.